# Tigran Sargsjan
Tigran Sargsjan (Armeens: Տիգրան Սարգսյան, Sargsyan) (Kirovakan, 29 januari 1960) was van 2008 tot 2014 premier van Armenië. Hij werd hiertoe benoemd door de president Serzj Sarkisian op 9 april 2008. Daarvoor was hij sinds 1995 de voorzitter van het Centrale Bank van Armenië. Op 3 april 2014 trad hij af, om persoonlijke redenen.
Tigran Sargsjan studeerde economie en financiën aan het staatsuniversiteit van Sint-Petersburg en promoveerde aldaar in 1987.
Hij is getrouwd en heeft drie kinderen.